# Jenniffer González

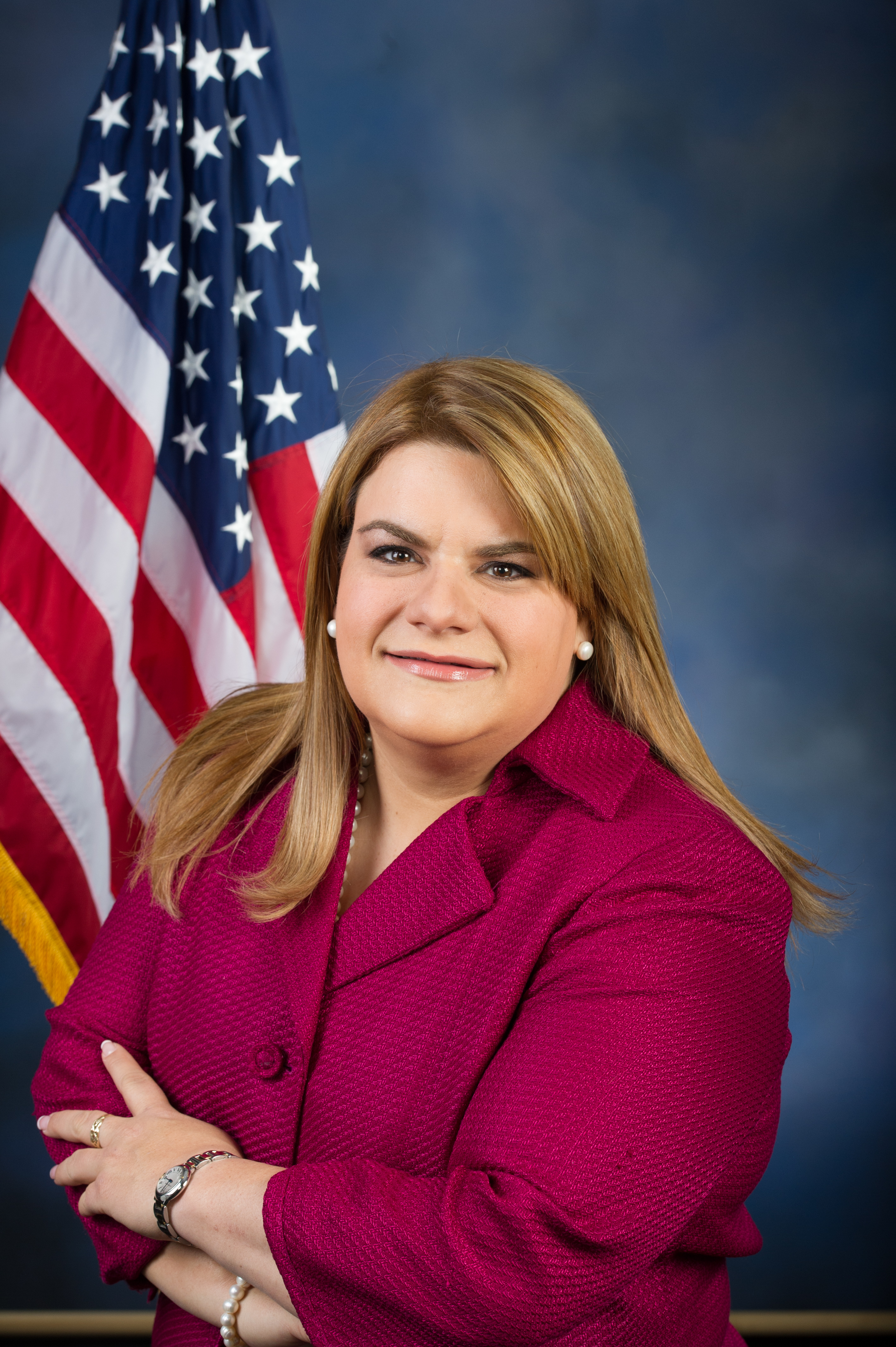
Jenniffer González (2016)

Jenniffer Aydin González-Colón (* 5. August 1976 in San Juan, Puerto Rico) ist eine puerto-ricanisch-amerikanische Politikerin der Republikanischen Partei. 2017 bis 2025 vertrat sie Puerto Rico als nicht stimmberechtigter Resident Commissioner im US-Repräsentantenhaus. Seit 2. Januar 2025 ist sie Gouverneurin von Puerto Rico.

## Werdegang
Jenniffer Aydin González-Colón, so ihr voller Name, absolvierte die University Gardens High School. Bis 2001 besuchte sie die Universität von Puerto Rico in Río Piedras, wo sie einen Bachelor of Arts erlangte. Nach einem anschließenden Jurastudium an der Interamerican University of Puerto Rico School of Law, 2001 mit Abschluss als Juris Doctor (J.D.), und ihrer Zulassung als Rechtsanwältin begann sie in disem Beruf zu arbeiten. Im Jahre 2014 folgte noch ein Master of Laws (LLM) an der Universidad Interamericana de Puerto Rico.

## Politik
Politisch schloss sie sich der Partido Nuevo Progresista (PNP), einer der bedeutendsten puerto-ricanischen Parteien, an. Zurzeit ist sie deren stellvertretende Vorsitzende. Gleichzeitig ist sie auf US-amerikanischer Bundesebene Mitglied der Republikanischen Partei. Von 2007 bis 2015 war sie ebenfalls stellvertretende Vorsitzende der Republikanischen Partei für Puerto Rico. Dann übernahm sie dort den Vorsitz dieser Partei, den sie bis heute innehat. Ab 2002 saß sie im Repräsentantenhaus von Puerto Rico (House of Representatives of Puerto Rico). Von 2009 bis 2013 war sie Vorsitzende („Speaker“) dieser Kammer. 2013 wurde sie dort als „Minority Leader“ Fraktionsführerin ihrer Partei.
Bei den Kongresswahlen des Jahres 2016 wurde Jenniffer González als gemeinsame Kandidatin ihrer beiden Parteien als nicht stimmberechtigte Resident Commissioner für vier Jahre in das US-Repräsentantenhaus in Washington, D.C. gewählt, wo sie am 3. Januar 2017 die Nachfolge von Pedro Pierluisi antrat, der 2016 nicht mehr kandidierte. Sie konnte sich am 8. November mit 48,8 %, und damit rund 1,6 % Vorsprung, gegen Hector Ferrer Rios, Hugo Rodriguez Diaz und Mariana Nogales-Molinelli durchsetzen. Die Wahl zum Repräsentantenhaus der Vereinigten Staaten 2020 konnte sie mit nur 41,1 %, aber gut 9 % Vorsprung, gegen vier weitere Kandidaten gewinnen. Ihre aktuelle, insgesamt zweite Legislaturperiode im Repräsentantenhaus des 117. Kongresses und danach im Repräsentantenhaus des 118. Kongresses läuft noch bis zum 3. Januar 2025. Die Delegierten aus Puerto Rico werden als einzige Angehörige des Repräsentantenhauses für jeweils vier Jahre gewählt.

### Ausschüsse
Sie war Mitglied in folgenden Ausschüssen des Repräsentantenhauses:
- Committee on Natural Resources
  - Water, Oceans, and Wildlife
- Committee on Transportation and Infrastructure
  - Economic Development, Public Buildings, and Emergency Management
  - Highways and Transit
  - Water Resources and Environment

Des Weiteren war sie Mitglied in 14 Caucuses.

### Gouverneur von Puerto Rico
González-Colón kündigte an, 2024 als Gouverneur  von Puerto Rico zu kandidieren und damit den Amtsinhaber Pedro Pierluisi ihrer eigenen Partei herauszufordern. In der Vorwahl besiegte sie ihn mit 54,57 % der Stimmen. Sie war die erste weibliche Kandidatin der PNP für dieses Amt. In der allgemeinen Wahl im November 2024 gewann sie ebenfalls mit fast 40 % der Stimmen.